# Valentine (Texas)
Valentine ist eine Town im Jeff Davis County im Bundesstaat Texas der USA. Das U.S. Census Bureau hat bei der Volkszählung 2020 eine Einwohnerzahl von 73 ermittelt.

## Geographie
Das 1,2 km² große Dorf liegt an der Grenze zum Presidio County und wird vom U.S. Highway 90 tangiert.

## Geschichte
Valentine wurde am 14. Februar 1882 durch Arbeiter der Southern Pacific Railroad gegründet und nach dem Tag der Gründung, dem Valentinstag, benannt.
Ab 1883 war Valentine Haltepunkt der Eisenbahn, und 1886 wurde eine Poststation eröffnet. Im Jahre 1890 hatte Valentine circa 100 Einwohner, der Ort umfasste zwei Gaststätten, ein Hotel und einen Fleischmarkt. In der Folgezeit entwickelte sich Valentine zum Verladebahnhof für die umliegenden Viehzüchter, und die Einwohnerzahl stieg bis 1914 auf 500, sank Anfang der 1920er Jahre auf 250 und erreichte Anfang der 1930er Jahre 629. Am 16. August 1931 zerstörte ein Erdbeben, das stärkste, das in Texas je gemessen wurde, große Teile des Ortes. Ende der 1970er Jahre hatte der Ort 226 Einwohner, 1990 217 und im Jahre 2000 187 Einwohner. In dem Ort gibt es eine Grund- und eine weiterführende Schule und zwei Kirchen. 